# Präsident des Deutschen Bundestages
Der Präsident des Deutschen Bundestages, auch Bundestagspräsident genannt, ist der Vorsitzende des Bundesparlaments der Bundesrepublik Deutschland. Er hat gemäß dem Inlandsprotokoll der Bundesregierung das zweithöchste Staatsamt inne. Er fungiert gleichzeitig als Vorsitzender der Bundesversammlung und des Gemeinsamen Ausschusses, zweier nichtständiger Verfassungsorgane. Amtsinhaberin ist seit dem 25. März 2025 die CDU-Bundestagsabgeordnete Julia Klöckner.
Der Bundestagspräsident bildet zusammen mit seinen Stellvertretern (auch: Vizepräsidenten) das Bundestagspräsidium.

## Wahl

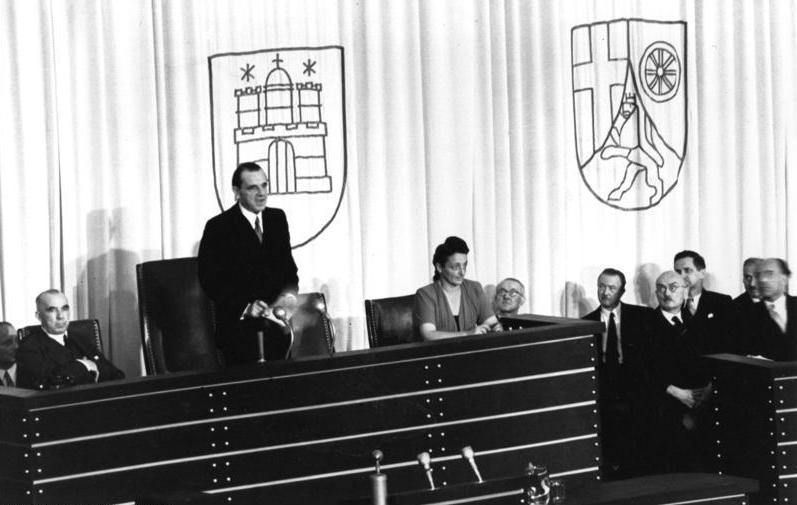
Erich Köhler spricht nach seiner Wahl zum ersten Bundestagspräsidenten zu den Abgeordneten

Nach überwiegender Meinung kommt für die Wahl nur ein Mitglied des Deutschen Bundestages in Frage. Die Wahl erfolgt durch die Abgeordneten des Bundestages. Den Vorsitz führt, wenn das gesamte Präsidium vakant ist (etwa in der konstituierenden Sitzung einer jeden Legislaturperiode), der Alterspräsident, sonst einer der amtierenden Vizepräsidenten des Bundestages. Für eine erfolgreiche Wahl ist im ersten und zweiten Wahlgang eine Mehrheit der Mitglieder des Bundestages erforderlich; im dritten Wahlgang genügt eine einfache Mehrheit.
Bisher stellte im Deutschen Bundestag immer die Fraktion mit den meisten Abgeordneten den Bundestagspräsidenten, wenngleich es hierzu keine gesetzliche Bestimmung gibt. Diese Staatspraxis bildete sich bereits in der Weimarer Republik heraus. Die Amtszeit des Bundestagspräsidenten endet im Regelfall mit der jeweiligen Legislaturperiode; er ist grundsätzlich nicht vorzeitig absetzbar, kann aber von seinem Amt zurücktreten. Eine erneute Wahl des bisherigen Amtsinhabers in der nächsten Legislaturperiode ist möglich, sofern er erneut in den Bundestag gewählt wird.
„Kampfkandidaturen“ bei der Wahl zum Präsidenten sind unüblich. Lediglich nach dem plötzlichen Tod von Hermann Ehlers (CDU) 1954 gab es eine Ausnahme. Bei der Wahl am 16. November 1954 traten sogar zwei Fraktionskollegen gegeneinander um das Amt an: Gegen den offiziellen CDU/CSU-Kandidaten Eugen Gerstenmaier trat Ernst Lemmer an und unterlag erst im dritten Wahlgang mit lediglich 14 Stimmen Unterschied (Gerstenmaier: 204, Lemmer: 190, Enthaltungen: 15).

## Stellvertreter
Der Bundestagspräsident hat mehrere Stellvertreter (Vizepräsident des Deutschen Bundestages oder Bundestagsvizepräsident), die von den im Bundestag vertretenen Fraktionen vorgeschlagen werden. Leitet einer von ihnen eine Sitzung des Bundestages, so wird er als amtierender Präsident bezeichnet und hat die Ordnungsgewalt im Bundestag inne.
Als am 18. April 1958 sämtliche Bundestagsvizepräsidenten und auch die damalige Alterspräsidentin abwesend waren, betraute der Bundestagspräsident den SPD-Abgeordneten Kurt Pohle mit der Leitung der weiteren Sitzung.
Bis zum Beginn der 13. Wahlperiode 1994 war in der Geschäftsordnung nicht festgelegt, wie viele Stellvertreter der Bundestagspräsident hat. Es gab nur interfraktionelle Vereinbarungen, sodass es meist vier Vizepräsidenten gab (je einen für die drei größten Fraktionen Union, SPD und FDP sowie ein zweiter für die jeweils zweitgrößte Fraktion). 1983 stellte die neue Fraktion der Grünen erstmals einen Antrag, ebenfalls mit einem Vizepräsidenten im Präsidium vertreten zu sein. Dieser Antrag wurde – wie auch in folgenden Wahlperioden – abgelehnt. Erst 1994 wurde die Zahl der Stellvertreter des Präsidenten derart festgelegt, dass jede Fraktion durch mindestens einen Vizepräsidenten zu vertreten ist (§ 2 Abs. 1 S. 2). Demzufolge hatte der Deutsche Bundestag während der 14. Wahlperiode (1998 bis 2002) fünf Vizepräsidenten, 1994 bis 1998 und 2002 bis 2005 gab es vier Vizepräsidenten. Nach der Bundestagswahl 2005 einigten sich SPD, CDU und CSU in ihren Sondierungsgesprächen zur Bildung einer Großen Koalition darauf, dass die SPD zwei Vizepräsidenten stellt. Der entsprechende Antrag zur Wahl von sechs Stellvertretern wurde bei der konstituierenden Sitzung am 18. Oktober 2005 gegen die Fraktionen der FDP, Bündnis 90/Die Grünen und Die Linke angenommen. In der 17. Wahlperiode erhielt wieder nur jede Fraktion einen Vizepräsidenten, insgesamt also fünf. In der 18. Wahlperiode stellten sowohl SPD als auch CDU/CSU je zwei Vizepräsidenten. Obwohl die FDP nicht mehr im Bundestag vertreten war, erhöhte sich die Zahl der Stellvertreter damit wieder auf sechs.
In das Präsidium des 19. Deutschen Bundestages wurde kein Abgeordneter der erstmals im Bundestag vertretenen AfD gewählt. Für die Abgeordneten besteht keine Verpflichtung zur Bestimmung eines bestimmten Kandidaten, da sie diesen nach Art. 40 GG wählen dürfen und darunter eine freie Wahl zu verstehen ist. Das Bundesverfassungsgericht schrieb dazu in einer Entscheidung von 2022: „Die freie Wahl entspricht dem freien Mandat der Abgeordneten nach Art. 38 Abs. 1 Satz 2 GG und dem Demokratieprinzip nach Art. 20 Abs. 1 und Abs. 2 GG. […] Mit einer freien Wahl im Sinne des Art. 40 Abs. 1 Satz 1 GG wäre es unvereinbar, wenn eine Fraktion das Recht auf ein bestimmtes Wahlergebnis hätte.“ Auch für das Präsidium des 20. Deutschen Bundestages sowie des 21. Deutschen Bundestages schafften es die Kandidaten der AfD nicht, die erforderliche Stimmenanzahl auf sich zu vereinen.

## Gesetzliche Grundlagen
Gesetzliche Grundlage für das Amt des Bundestagspräsidenten und seiner Stellvertreter ist zunächst Art. 40 GG: Danach wählt der Bundestag seinen Präsidenten und dessen Stellvertreter. Ferner gibt sich der Bundestag eine Geschäftsordnung.
Die Geschäftsordnung muss laut einem Urteil des Bundesverfassungsgerichts von 1952 für jede neu beginnende Wahlperiode neu beschlossen werden. In der Praxis wird jedoch meist die bisherige Geschäftsordnung – ggf. mit Änderungen – als Geschäftsordnung für die neue Wahlperiode beschlossen. Sie regelt unter anderem die Rechte und Pflichten des Bundestagspräsidenten sowie die Anzahl der Vizepräsidenten.

## Aufgaben
Die wichtigste Funktion des Bundestagspräsidenten besteht in der Leitung der Plenarsitzungen. Dazu nimmt er auf dem Podium im Plenarsaal des Bundestages Platz, sitzt also den anderen Abgeordneten gegenüber. Der Bundestagspräsident vertritt den Bundestag und ist Adressat aller Gesetzentwürfe und Vorlagen, die von der Bundesregierung, vom Bundesrat oder aus der Mitte des Bundestages eingebracht werden. Ebenso ist er der Empfänger aller Eingaben, die aus den Reihen des Parlaments stammen oder an den Bundestag gerichtet werden.
Dem Präsidenten steht das Hausrecht und die Polizeigewalt zu, die durch die Polizei beim Deutschen Bundestag durchgesetzt wird. Er ist auch die oberste Dienstbehörde der Bundestagsbeamten, wobei er bestimmte Personalentscheidungen im Einvernehmen mit dem Präsidium trifft. Weitere Rechte und Pflichten des Bundestagspräsidenten sind in der Geschäftsordnung geregelt.
Gemäß § 36 der Geschäftsordnung kann der Präsident Redner, die vom Verhandlungsgegenstand abschweifen, zur Sache verweisen. Weiter kann der Präsident Mitglieder des Bundestages, wenn sie die Ordnung oder die Würde des Bundestages verletzen, mit Nennung des Namens zur Ordnung rufen. „Ist ein Redner während einer Rede dreimal zur Sache oder dreimal zur Ordnung gerufen und beim zweiten Male auf die Folgen eines dritten Rufes zur Sache oder zur Ordnung hingewiesen worden, so muss ihm der Präsident das Wort entziehen und darf es ihm in derselben Aussprache zum selben Verhandlungsgegenstand nicht wieder erteilen“ (§ 36 Abs. 2 der Geschäftsordnung). Unabhängig von einem Ordnungsruf kann der Präsident laut § 37 der Geschäftsordnung ein Ordnungsgeld in Höhe von 1000,00 Euro festsetzen (im Wiederholungsfall 2000,00 Euro). Laut § 38 der Geschäftsordnung kann der Präsident wegen gröblicher Verletzung der Ordnung oder der Würde des Bundestages ein Mitglied des Bundestages, auch ohne dass ein Ordnungsruf ergangen oder ein Ordnungsgeld festgesetzt worden ist, für die Dauer der Sitzung aus dem Saal verweisen. Ein Mitglied des Bundestages kann in der Folge maximal dreißig Sitzungstage ausgeschlossen werden. Gegen sämtliche Sanktionen des Präsidenten kann das betroffene Mitglied des Bundestages bis zum nächsten Plenarsitzungstag schriftlich begründeten Einspruch einlegen. Über den Einspruch entscheidet der Bundestag ohne Aussprache (§ 39 der Geschäftsordnung).
Der Bundestagspräsident ist ferner der Empfänger der Rechenschaftsberichte der politischen Parteien, überwacht die Einhaltung der Regelungen zur Parteispende nach dem Parteiengesetz und regelt die Wahlkampfkostenerstattung.

## Einkommen
Der Bundestagspräsident erhält die doppelte Diät eines Bundestagsabgeordneten, aktuell 22.454,40 Euro pro Monat (seit 2024, Abgeordnetenentschädigung) sowie zusätzliche Pauschalen (steuerfreie Kostenpauschale von 5.349,58 Euro, Amtsaufwandsentschädigung von ca. 1000 Euro); die Vizepräsidenten erhalten jeweils die anderthalbfache Diät, seit 2024 16.840,80 pro Monat plus Pauschalen. Die Kostenpauschale wird bei Fernbleiben von den Sitzungen des Bundestages entsprechend gekürzt.
Die Höhe der Diät des Präsidenten und der Vizepräsidenten ist im Abgeordnetengesetz, § 11 Absatz 2, festgelegt. Die Kostenpauschale wird im § 12 Abs. 2 (hier für alle Abgeordneten), die Amtsaufwandsentschädigung im § 12 Abs. 5 fixiert.
Die Diät des Bundestagspräsidenten liegt etwas unter den Amtsbezügen des Bundespräsidenten (des obersten Repräsentanten des Staates) und des Bundeskanzlers (letzterer bezieht allerdings in der Regel zusätzlich als Bundestagsabgeordneter eine Diät).
Der Präsident des Deutschen Bundestages bzw. die Präsidentin hat eine freie Amtswohnung mit Ausstattung zur Verfügung.

## Mitglieder des Präsidiums (seit 1949)

### 1949–1953: 1. Deutscher Bundestag

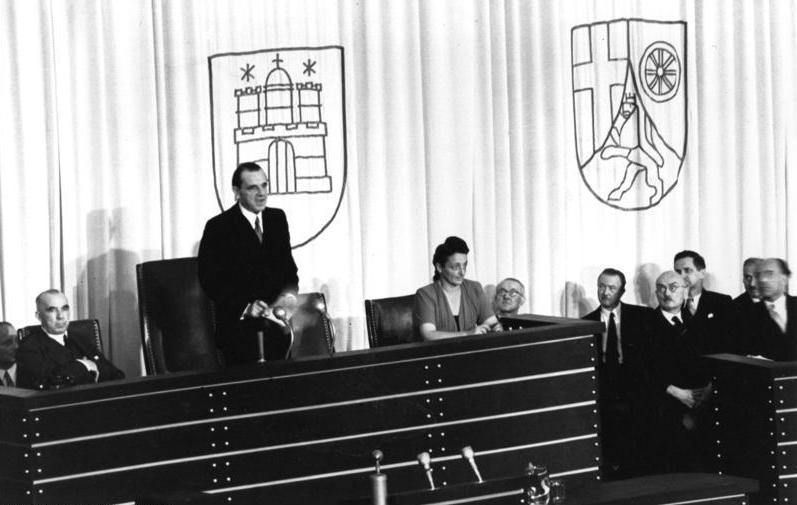
Erich Köhler spricht nach seiner Wahl zum Bundestagspräsidenten zu den Abgeordneten (1949)

Ins Präsidium des 1. Deutschen Bundestages wählte der 1. Deutsche Bundestag am 7. September 1949 den CDU-Abgeordneten Erich Köhler zu seinem Präsidenten und Carlo Schmid (SPD) und Hermann Schäfer (FDP) zu seinen Stellvertretern. Alterspräsident war der ehemalige Reichstagspräsident Paul Löbe (SPD). Der im Namen der KPD-Fraktion für das Amt des Bundestagspräsidenten vorgeschlagene SPD-Abgeordnete Johannes Böhm hatte eine solche Wahl abgelehnt.
Nach heftiger Kritik und einem Nervenzusammenbruch legte Köhler am 18. Oktober 1950 sein Amt nieder. Am 19. Oktober 1950 wurde Hermann Ehlers (CDU) zum Bundestagspräsidenten gewählt. Bei dieser Wahl wurden auch auf die nicht vorgeschlagenen Abgeordnete Kurt Georg Kiesinger (CDU), Michael Horlacher (CSU), Carlo Schmid (SPD), Karl Kahn (CSU), Hans Tichi (WAV) und Alfred Loritz (WAV) Stimmen abgegeben.

### 1953–1957: 2. Deutscher Bundestag
Ins Präsidium des 2. Deutschen Bundestages wählte der 2. Deutsche Bundestag am 6. Oktober 1953 den CDU-Abgeordneten Hermann Ehlers zu seinem Präsidenten und Carlo Schmid (SPD), Richard Jaeger (CSU) und Hermann Schäfer (FDP) zu dessen Stellvertretern. Alterspräsidentin war Marie-Elisabeth Lüders (FDP); Bundeskanzler Konrad Adenauer als der älteste Abgeordnete hatte auf dieses Amt verzichtet.
Nachdem Schäfer ins Kabinett Adenauer II gewechselt war und sein Amt als Stellvertreter niedergelegt hatte, wählte der Bundestag in seiner 4. Sitzung am 28. Oktober 1953 den FDP-Abgeordneten Ludwig Schneider zu seinem Nachfolger als Stellvertreter.
Bundestagspräsident Ehlers starb am 29. Oktober 1954. Am 16. November 1954 wurde auf der 54. Sitzung des 2. Bundestages der von der Unionsfraktion vorgeschlagene Abgeordnete Eugen Gerstenmaier (CDU) im 3. Wahlgang zum neuen Bundestagspräsidenten gewählt. Im ersten Wahlgang hatte Gerstenmaier nicht die erforderliche Mehrheit der Mitglieder des Bundestages erhalten; in diesem Wahlgang wurden auch auf die nicht vorgeschlagenen Abgeordneten Ernst Lemmer (CDU), August Dresbach (CDU), Fritz Hellwig (CDU), Kurt Georg Kiesinger (CDU) und Carlo Schmid (SPD) Stimmen abgegeben. Für den zweiten Wahlgang wurde vom Berliner FDP-Abgeordneten Hans Reif der Berliner CDU-Abgeordnete Ernst Lemmer vorgeschlagen, der laut Heinrich Krones (CDU) eine solche Wahl ablehnte. In diesem Wahlgang entfielen 207 der Stimmen auf Gerstenmaier und 191 auf Lemmer, eine weitere auf den nicht nominierten Carlo Schmid. Im dritten Wahlgang, in dem die beiden Anwärter mit den höchsten Stimmenzahlen in die engere Wahl kamen und in dem die Mehrheit der abgegebenen Stimmen genügte, erhielt Gerstenmaier 204, Lemmer 190 Stimmen.
Schneider verließ die FDP-Fraktion im Februar 1956, legte aber sein Amt nicht nieder. Am 4. Juli 1956 wurde in der 157. Sitzung des 2. Bundestages Max Becker (FDP) als zusätzlicher Stellvertreter ins Präsidium gewählt, die Zahl der stellvertretenden Präsidenten wuchs damit auf vier.

### 1957–1961: 3. Deutscher Bundestag

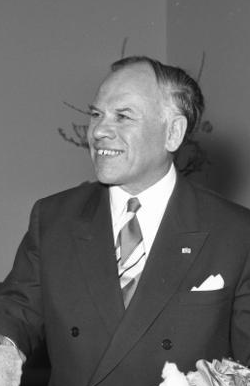
Eugen Gerstenmaier, Bundestagspräsident von 1957 bis 1969

Ins Präsidium des 3. Deutschen Bundestages wählte der 3. Deutsche Bundestag am 15. Oktober 1957 den CDU-Abgeordneten und bisherigen Amtsinhaber Eugen Gerstenmaier zum Präsidenten und Carlo Schmid (SPD), Richard Jaeger (CSU) und Max Becker (FDP) zu seinen Stellvertretern. Alterspräsidentin war Marie-Elisabeth Lüders (FDP); Bundeskanzler Konrad Adenauer als der älteste Abgeordnete verzichtete auf dieses Amt.
In der 24. Sitzung des 3. Deutschen Bundestages am 23. April 1958 wurde ein vierter Vizepräsident gewählt. Der von der DP und der CDU vorgeschlagene DP-Abgeordnete Victor-Emanuel Preusker wurde im 3. Wahlgang gewählt. Im ersten und zweiten Wahlgang erhielt Pruesker nicht die erforderliche Zahl der Stimmen der Mehrheit der Abgeordneten. Für den 3. Wahlgang wurde von der SPD noch der Abgeordnete Erwin Schoettle (SPD) vorgeschlagen. Bei der Stichwahl zwischen den beiden vorgeschlagenen Kandidaten, bei dem die relative Mehrheit genügte, erhielt Preusker 233 Stimmen und Schoettle 167.
Preusker legte sein Amt als Stellvertreter am 4. Oktober 1960 nieder. Die DP hatte durch den Übertritt von Abgeordneten zur CDU ihren Fraktionsstatus verloren, weshalb ihr kein Nachfolger zustand.
Am 29. Juli 1960 starb Becker. Der Bundestag wählte in seiner 124. Sitzung am 28. September 1960 den FDP-Abgeordneten Thomas Dehler zu seinem Nachfolger.

### 1961–1965: 4. Deutscher Bundestag
Ins Präsidium des 4. Deutschen Bundestages wählte der 4. Deutsche Bundestag am 17. Oktober 1961 den CDU-Abgeordneten und bisherigen Amtsinhaber Eugen Gerstenmaier zum Präsidenten und Carlo Schmid, Erwin Schoettle (beide SPD), Richard Jaeger (CSU) und Thomas Dehler (FDP) zu seinen Stellvertretern. Alterspräsident war Robert Pferdmenges (CDU); Bundeskanzler Konrad Adenauer als der älteste Abgeordnete hatte auf dieses Amt verzichtet.

### 1965–1969: 5. Deutscher Bundestag
Ins Präsidium des 5. Deutschen Bundestages wählte der 5. Deutsche Bundestag am 19. Oktober 1965 den CDU-Abgeordneten und bisherigen Amtsinhaber Eugen Gerstenmaier erneut zu seinem Präsidenten und Carlo Schmid, Erwin Schoettle (beide SPD), Richard Jaeger (CSU) und Max Becker (FDP) zu Stellvertretern des Präsidenten. Alterspräsident war Konrad Adenauer (CDU).
Nachdem Jaeger am 26. Oktober 1965 ins Kabinett Erhard II gewechselt war und sein Amt als Stellvertreter niederlegte, wurde vom Bundestag in seiner 12. Sitzung am 9. Dezember 1965 die CSU-Abgeordnete Maria Probst ins Präsidium gewählt.

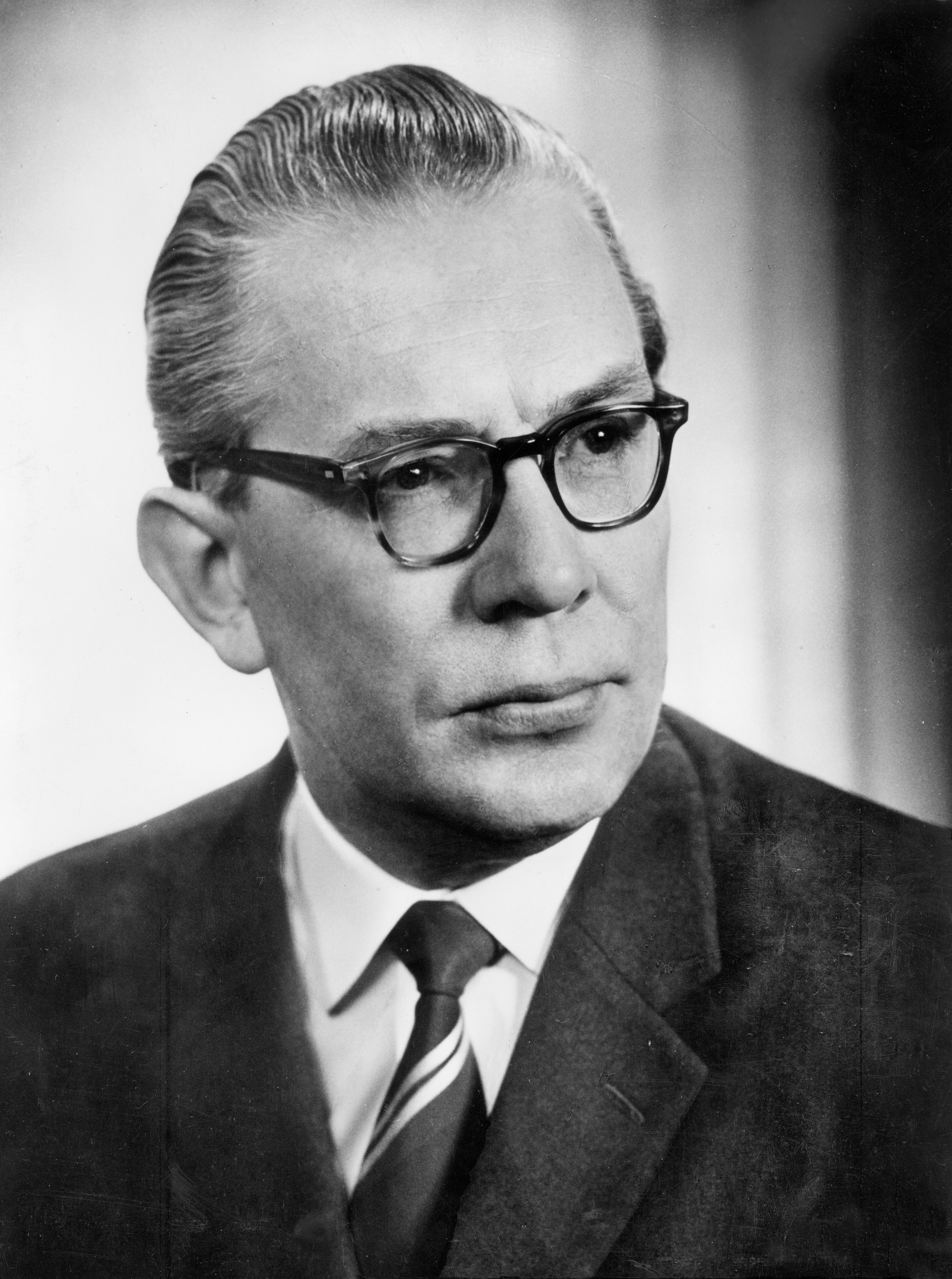
Kai-Uwe von Hassel, Bundestagspräsident von 1969 bis 1972

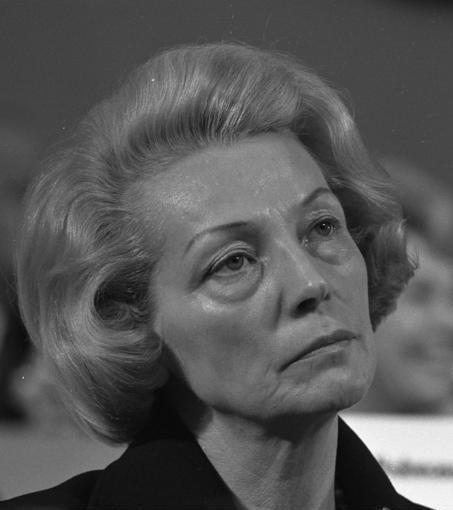
Bundestagspräsidentin Annemarie Renger

Schmid wechselte am 1. Dezember 1966 ins Kabinett Kiesinger. Als sein Nachfolger im Amt des Stellvertreters des Bundestagspräsidenten wählte der Bundestag am 14. Dezember 1966 in seiner 81. Sitzung Karl Mommer (SPD).
Am 1. Mai 1967 starb Probst. Der Deutsche Bundestag wählte am 11. Mai 1967 in seiner 109. Sitzung wieder Richard Jaeger (CSU), der am 1. Dezember 1966 aus der Bundesregierung ausgeschieden war.
Am 21. Juli 1967 starb Thomas Dehler. Ins Präsidium des 5. Bundestages wählte der Bundestag am 8. September 1967 in seiner 120. Sitzung Walter Scheel (FDP).
Nachdem Gerstenmaier wegen Inanspruchnahme von Wiedergutmachungsleistungen in die Kritik geraten war, trat er am 23. Januar 1969 von seinem Amt als Bundestagspräsident zurück. Auf der 212. Sitzung des Bundestages am 5. Februar 1969 wurde der von der Union vorgeschlagene Kai-Uwe von Hassel, der am selben Tag aus dem Kabinett Kiesinger ausgeschieden war, zum Bundestagspräsidenten gewählt.

### 1969–1972: 6. Deutscher Bundestag
Ins Präsidium des 6. Deutschen Bundestages wählte der 6. Deutsche Bundestag am 20. Oktober 1969 den CDU-Abgeordneten und bisherigen Amtsinhaber Kai-Uwe von Hassel zum Präsidenten. Alterspräsident war William Borm (FDP).
Auf seiner 5. Sitzung am 28. Oktober 1969 wählte der Deutsche Bundestag die Abgeordneten Carlo Schmid, Hermann Schmitt-Vockenhausen (beide SPD), Richard Jaeger (CSU) und Liselotte Funcke (FDP) zu den Stellvertretern.

### 1972–1976: 7. Deutscher Bundestag
Ins Präsidium des 7. Deutschen Bundestages wählte der 7. Deutsche Bundestag am 13. Dezember 1972 Annemarie Renger (SPD) als Bundestagspräsidentin und die Abgeordneten Hermann Schmitt-Vockenhausen (SPD), Kai-Uwe von Hassel (CDU), Richard Jaeger (CSU) und Liselotte Funcke (FDP) zu ihren Stellvertretern. Alterspräsident war Ludwig Erhard (CDU).

### 1976–1980: 8. Deutscher Bundestag
Ins Präsidium des 8. Deutschen Bundestages wählte der 8. Deutsche Bundestag am 14. Dezember 1976 Karl Carstens (CDU) als Bundestagspräsidenten und die Abgeordneten Annemarie Renger, Hermann Schmitt-Vockenhausen (beide SPD), Richard Stücklen (CSU) und Liselotte Funcke (FDP) zu ihren Stellvertretern. Alterspräsident war Ludwig Erhard (CDU).
Nachdem Carstens am 23. Mai zum Bundespräsidenten gewählt worden war, legte er am 31. Mai 1979 das Amt als Bundestagspräsident nieder. Der Bundestag wählte am 31. Mai 1979 auf seiner 157. Sitzung Richard Stücklen zu seinem Nachfolger als Bundestagspräsident.
Am 21. Juni 1979 wurde Richard von Weizsäcker (CDU) vom Bundestag in seiner 161. Sitzung als Stellvertreter des Präsidenten gewählt.
Schmitt-Vockenhausen starb am 2. August 1979. Für ihn wurde vom Bundestag in seiner 168 Sitzung am 12. September 1979 der SPD-Abgeordnete Georg Leber zum Bundestagsvizepräsidenten gewählt.
Nachdem Funcke am 19. November 1979 in die Regierung von Nordrhein-Westfalen wechselte, verzichtete sie zum 23. November 1979 auf ihre Mitgliedschaft im Bundestag. Für sie wählte der Bundestag am 28. November 1979 auf seiner 188. Sitzung Richard Wurbs (FDP) ins Präsidium.

### 1980–1983: 9. Deutscher Bundestag
Ins Präsidium des 9. Deutschen Bundestages wählte der 9. Deutsche Bundestag am 4. November 1980 Richard Stücklen (CSU) zum Präsidenten und Annemarie Renger, Georg Leber (beide SPD), Richard von Weizsäcker (CDU) und Richard Wurbs (FDP) zu Stellvertretern des Präsidenten. Alterspräsident war Herbert Wehner (SPD).
Von Weizsäcker legte sein Amt als Stellvertreter des Präsidenten zum 21. März 1981 nieder. Am 2. April 1981 wählte der Bundestag in seiner 29. Sitzung den CDU-Abgeordnete Heinrich Windelen zu seinem Nachfolger.

### 1983–1987: 10. Deutscher Bundestag
Ins Präsidium des 10. Deutschen Bundestages wählte der 10. Deutsche Bundestag am 29. März 1983 Rainer Barzel (CDU) zum Bundestagspräsident und Annemarie Renger, Heinz Westphal (beide SPD), Richard Stücklen (CSU) und Richard Wurbs (FDP) zu Stellvertretern. Alterspräsident war Willy Brandt. Der Antrag der neu im Bundestag vertretenen Fraktion der Grünen, die Zahl der Vizepräsidenten auf fünf zu erhöhen, wurde abgelehnt. Die daraufhin von den Grünen als Gegenkandidatin zu den vier später gewählten Abgeordneten Renger, Wurbs, Stücklen und Westphal nominierte Christa Reetz verfehlte jeweils die Mehrheit.
Nachdem Barzel aufgrund seiner Verwicklung in die Flick-Affäre das Präsidentenamt am 25. Oktober 1984 niedergelegt hatte, wählte der Bundestag am 5. November 1984 in seiner 96. Sitzung Philipp Jenninger (CDU) zum Bundestagspräsidenten.
Wurbs verzichtete am 13. Dezember 1984 auf sein Bundestagsmandat. Zu seinem Nachfolger als Stellvertreter des Präsidenten wählte der Bundestag in seiner 112. Sitzung am 14. Dezember 1984 den von der Fraktion der FDP vorgeschlagenen Abgeordneten Dieter-Julius Cronenberg (FDP). Die Grünen hatten Hildegard Hamm-Brücher (FDP), vorgeschlagen, die allerdings eine solche Kandidatur aus Loyalität gegenüber der FDP-Fraktion ablehnte.

### 1987–1990: 11. Deutscher Bundestag
Ins Präsidium des 11. Deutschen Bundestages wählte der 11. Deutsche Bundestag am 18. Februar 1987 zum Präsidenten Philipp Jenninger (CDU) sowie zu Stellvertretern Annemarie Renger, Heinz Westphal (beide SPD), Richard Stücklen (CSU) und Dieter-Julius Cronenberg (FDP). Alterspräsident war Willy Brandt. Der von der SPD unterstützte Antrag der Fraktion der Grünen, die Zahl der Vizepräsidenten auf fünf zu erhöhen, wurde abgelehnt. Die daraufhin von den Grünen als Gegenkandidatin zu den vier später gewählten Abgeordneten Renger, Westphal, Stücklen und Cronenberg nominierte Christa Nickels verfehlte die Mehrheit.
Nachdem Jenninger aufgrund der Kontroversen um seine Rede zum 50. Jahrestag der Novemberpogrome 1938 das Präsidentenamt am 11. November 1988 niedergelegt hatte, wählte der Bundestag am 25. November 1988 Rita Süssmuth (CDU) in seiner 111. Sitzung zur Bundestagspräsidentin.
In der Bundestagssitzung vom 25. November 1988 war der erneut von der SPD-Fraktion unterstützte Antrag der Grünen, die Zahl der Stellvertreter auf fünf zu erhöhen, wieder abgelehnt worden.

### 1990–1994: 12. Deutscher Bundestag

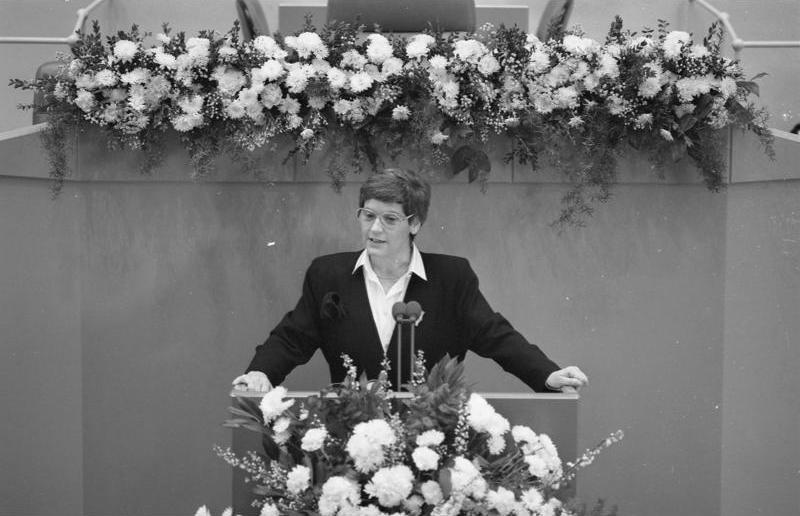
Bundestagspräsidentin Rita Süssmuth

Ins Präsidium des 12. Deutschen Bundestages wählte der 12. Deutsche Bundestag am 20. Dezember 1990 als Präsidentin Rita Süssmuth (CDU) und zu ihren Stellvertretern Helmuth Becker, Renate Schmidt (beide SPD), Hans Klein (CSU) und Dieter-Julius Cronenberg (FDP). Alterspräsident war Willy Brandt. Der Antrag der Fraktion der PDS/LL, die Zahl der Vizepräsidenten auf fünf zu erhöhen, wurde abgelehnt. Die von Bündnis 90/Die Grünen sowie der PDS/LL als Gegenkandidaten zu den vier später gewählten Abgeordneten Cronenberg, Becker, Schmidt und Klein nominierten Wolfgang Ullmann und Jutta Braband verfehlten die Mehrheit.

### 1994–1998: 13. Deutscher Bundestag
Ins Präsidium des 13. Deutschen Bundestages wählte der 13. Deutsche Bundestag am 10. November 1994 Rita Süssmuth (CDU) zur Bundestagspräsidentin und Hans Klein (CSU), Hans-Ulrich Klose (SPD), Antje Vollmer (Bündnis 90/Die Grünen) und Burkhard Hirsch (FDP) zu ihren Stellvertretern. Alterspräsident war Stefan Heym (PDS). Eine von der SPD-Fraktion beantragte
Erhöhung der Zahl der Vizepräsidenten wurde ebenso abgelehnt wie der Antrag von Bündnis 90/Die Grünen auf Einräumung eines Grundmandats im Präsidium. Sowohl die von der PDS als Gegenkandidatin zu Hans Klein nominierte Dagmar Enkelmann als auch die von der SPD als Gegenkandidatin sowohl von Antje Vollmer als auch von Burkhard Hirsch nominierte Anke Fuchs verfehlten die Mehrheit.

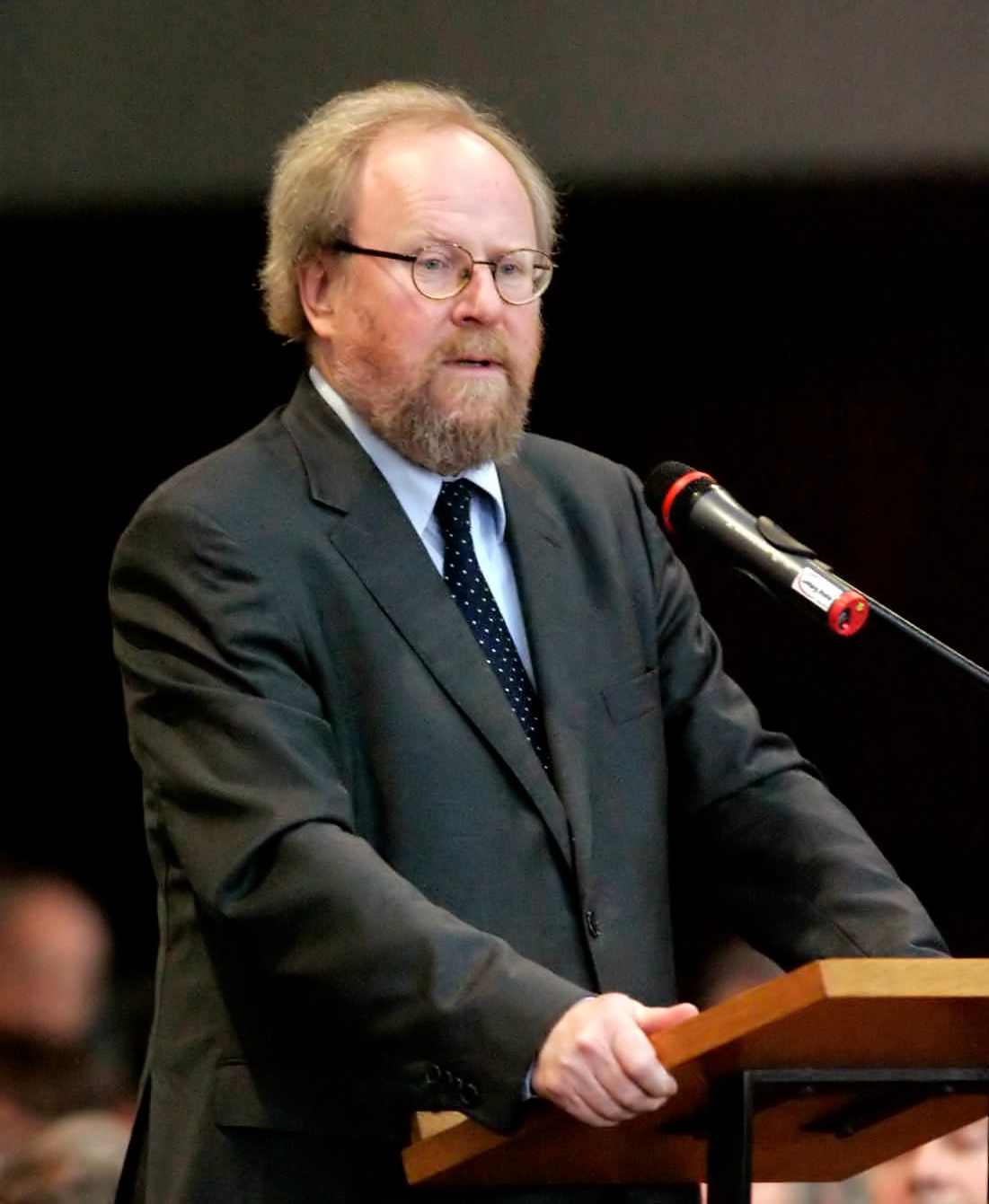
Bundestagspräsident Wolfgang Thierse

Am 26. November 1996 starb Klein. Der 13. Deutsche Bundestag wählte in seiner 151. Sitzung am 16. Januar 1997 Michaela Geiger (CDU) zur Stellvertreterin ins Präsidium, ihre in der Wahl unterlegene Gegenkandidatin war Dagmar Enkelmann (PDS)

### 1998–2002: 14. Deutscher Bundestag
Ins Präsidium des 14. Deutschen Bundestages wählte der 14. Deutsche Bundestag am 26. Oktober 1998 den SPD-Abgeordneten Wolfgang Thierse zum Bundestagspräsidenten sowie die fünf Stellvertreter Rudolf Seiters (CDU), Anke Fuchs (SPD), Antje Vollmer (Bündnis 90/Die Grünen), Hermann Otto Solms (FDP) und Petra Bläss (PDS). Alterspräsident war Fred Gebhardt (parteilos). Die von der Unionsfraktion als Gegenkandidatin für die PDS-Kandidatin Petra Bläss nominierte Michaela Geiger unterlag bei der Wahl.

### 2002–2005: 15. Deutscher Bundestag
Ins Präsidium des 15. Deutschen Bundestages wählte der 15. Deutsche Bundestag am 17. Oktober 2002 als Bundestagspräsidenten erneut Wolfgang Thierse (SPD) und als Stellvertreter Norbert Lammert (CDU), Susanne Kastner (SPD), Antje Vollmer (Bündnis 90/Die Grünen) und Hermann Otto Solms (FDP). Alterspräsident war Otto Schily (SPD). Die Fraktion der CDU/CSU hatte beantragt, fünf Stellvertreter zu wählen, von denen zwei von der zweitstärksten Fraktion gestellt werden; dies wurde abgelehnt,

### 2005–2009: 16. Deutscher Bundestag

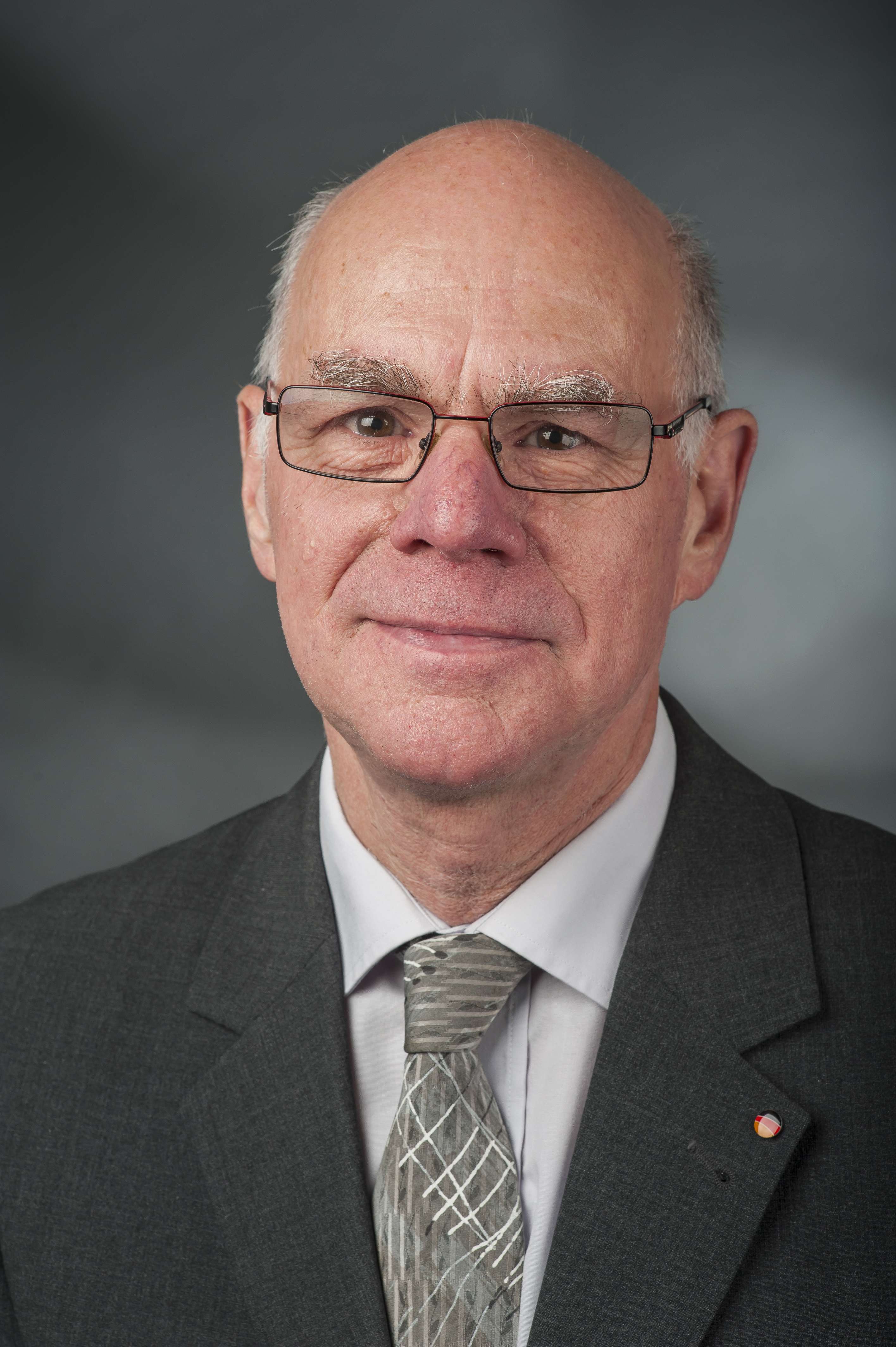
Bundestagspräsident Norbert Lammert

Ins Präsidium des 16. Deutschen Bundestages wählte der 16. Deutsche Bundestag am 18. Oktober 2005 als Bundestagspräsidenten Norbert Lammert (CDU), zu seinen sechs Stellvertretern Gerda Hasselfeldt (CSU), Wolfgang Thierse (SPD), Susanne Kastner (SPD), Hermann Otto Solms (FDP) und Katrin Göring-Eckardt (Bündnis 90/Die Grünen). Alterspräsident war Otto Schily (SPD). Ein Antrag der Fraktionen der CDU/CSU und der SPD, sechs Stellvertreter zu wählen, von denen zwei die zweitstärkste Fraktion stellt, wurde angenommen. Der von der Fraktion Die Linke vorgeschlagene Lothar Bisky verfehlte in drei Wahlgängen die erforderliche Mehrheit.
Am 8. November 2005 wurde die in der konstituierenden Sitzung unterbrochene Wahl wieder aufgenommen und Bisky stellte sich in einem vierten Wahlgang in der 2. Sitzung des 16. Deutschen Bundestags erneut zur Wahl als Stellvertreter, für die eine relative Mehrheit ausreichend war. Bisky erreichte die Mehrheit der abgegebenen Stimmen nicht.
Am 7. April 2006 wählte der Bundestag in seiner 33. Sitzung die Abgeordnete Petra Pau zur weiteren Stellvertreterin des Bundestagspräsidenten.

### 2009–2013: 17. Deutscher Bundestag
Ins Präsidium des 17. Deutschen Bundestages wählte der 17. Deutsche Bundestag am 27. Oktober 2009 erneut Norbert Lammert (CDU) als Bundestagspräsidenten sowie die fünf Stellvertreter Gerda Hasselfeldt (CSU), Wolfgang Thierse (SPD), Hermann Otto Solms (FDP), Petra Pau (Die Linke) und Katrin Göring-Eckardt (Bündnis 90/Die Grünen). Alterspräsident war Heinz Riesenhuber (CDU). Ein gemeinsamer Antrag aller Fraktionen, wonach jede Fraktion einen Stellvertreter oder eine Stellvertreterin des Präsidenten stellt, wurde angenommen.
Hasselfeldt legte ihr Amt als Vizepräsidentin im März 2011 nieder. Der Bundestag wählte daraufhin am 23. März 2011 in seiner 98. Sitzung Eduard Oswald als Stellvertreter des Bundestagspräsidenten.

### 2013–2017: 18. Deutscher Bundestag
Ins Präsidium des 18. Deutschen Bundestages wählte der 18. Deutsche Bundestag am 22. Oktober 2013 erneut Norbert Lammert (CDU) als Bundestagspräsidenten sowie die sechs Stellvertreter Johannes Singhammer (CSU), Peter Hintze (CDU), Ulla Schmidt (SPD), Edelgard Bulmahn (SPD), Petra Pau (Die Linke) und Claudia Roth (Bündnis 90/Die Grünen). Alterspräsident war Heinz Riesenhuber (CDU). Ein Antrag der CDU/CSU und der SPD, der SPD und der Union jeweils zwei Stellvertreter und der Fraktion der Linken und von Bündnis 90/Die Grünen jeweils einen Stellvertreter zuzuweisen, wurde angenommen.

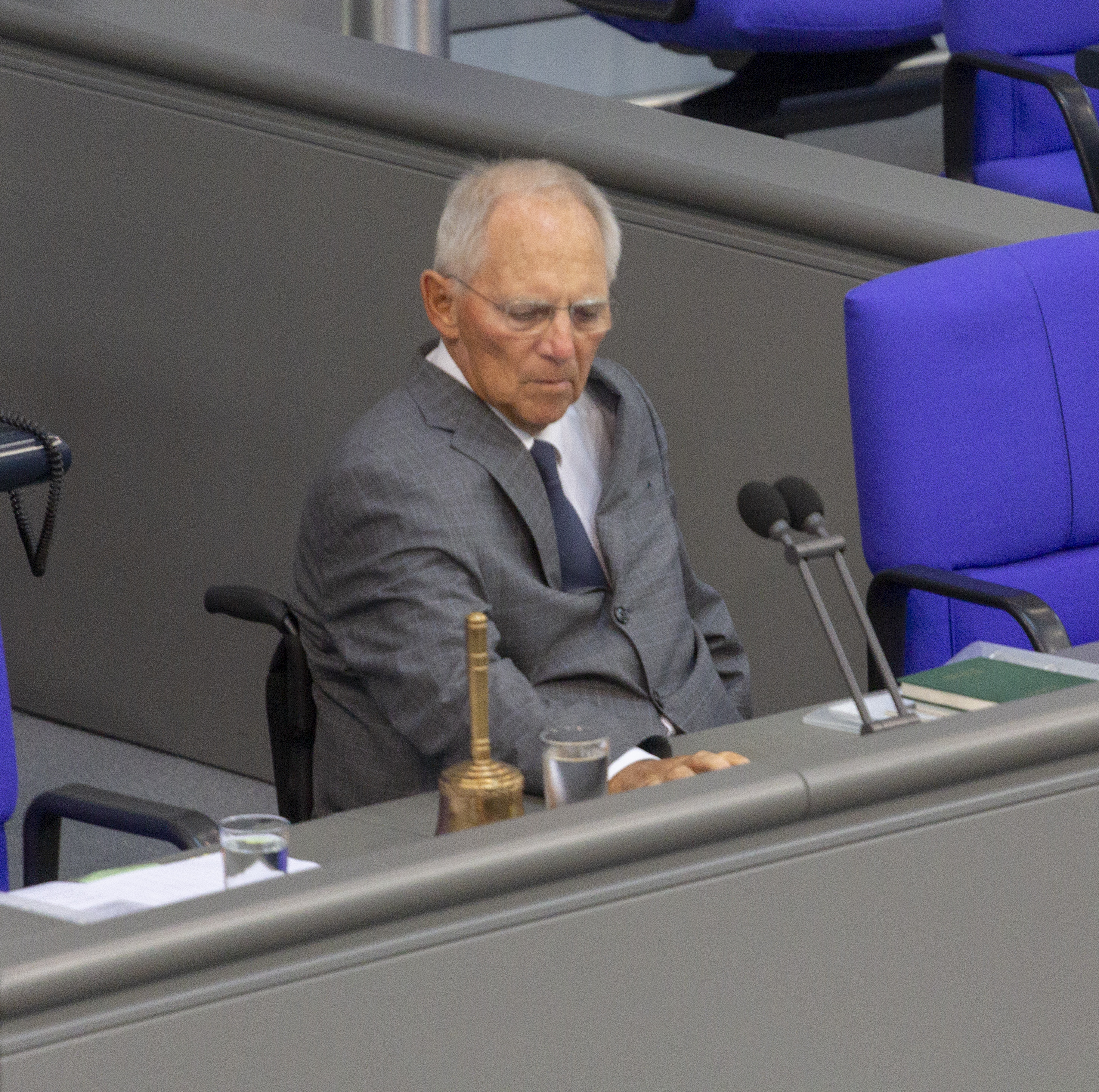
Wolfgang Schäuble als Bundestagspräsident, 2019

Am 26. November 2016 starb Hintze. Der 18. Deutsche Bundestag wählte in seiner 212. Sitzung am 19. Januar 2017 Michaela Noll (CDU) zur Stellvertreterin ins Präsidium.

### 2017–2021: 19. Deutscher Bundestag
Ins Präsidium des 19. Deutschen Bundestages wählte der 19. Deutsche Bundestag am 24. Oktober 2017 Wolfgang Schäuble (CDU) als Bundestagspräsidenten sowie die Abgeordneten Hans-Peter Friedrich (CSU), Claudia Roth (Bündnis 90/Die Grünen), Wolfgang Kubicki (FDP), Petra Pau (Die Linke) und Thomas Oppermann (SPD). Alterspräsident war Hermann Otto Solms (FDP). Die Zahl der Stellvertreter des Präsidenten wurde auf sechs festgelegt. Der von der Fraktion der AfD vorgeschlagene Albrecht Glaser verfehlte in drei Wahlgängen die erforderliche Mehrheit.
Die AfD-Fraktion schlug in der Folge für die Wahl als Stellvertreter des Präsidenten die Abgeordneten Mariana Harder-Kühnel (am 29. November 2018, 13. Dezember 2018 und am 4. April 2019), Gerold Otten (am 11. April 2019, 16. Mai 2019 und am 6. Juni 2019), Paul Podolay (26. September 2019, 7. November 2019 und 12. Dezember 2019) und Karsten Hilse (16. Januar 2020, 5. März 2020 und 7. Mai 2020) vor. Alle Kandidaten erreichten bei diesen Wahlen nicht die erforderliche Mehrheit.
Am 25. Oktober 2020 starb Oppermann. Zu seiner Nachfolgerin als Stellvertreterin wählte der Bundestag in seiner 195. Sitzung am 26. November 2020 Dagmar Ziegler (SPD). In der Sitzung erreichte der AfD-Abgeordnete Harald Weyel nicht die erforderliche Mehrheit für eine Wahl zum Stellvertreter des Bundestagspräsidenten.
Weyel scheiterte an der erforderlichen Mehrheit der Abgeordneten auch noch bei Wahlgängen am 15. April 2021 und am 10. Juni 2021.

### 2021–2025: 20. Deutscher Bundestag
Ins Präsidium des 20. Deutschen Bundestages wählte der 20. Deutsche Bundestag am 26. Oktober 2021 Bundestagspräsidentin Bärbel Bas (SPD) sowie die fünf Stellvertreter Aydan Özoğuz (SPD), Yvonne Magwas (CDU), Claudia Roth (Bündnis 90/Die Grünen), Wolfgang Kubicki (FDP) und Petra Pau (Die Linke). Der sechste Stellvertreterposten blieb unbesetzt, da der AfD-Abgeordnete Michael Kaufmann bei der Wahl nicht die erforderliche Mehrheit erhielt. Alterspräsident war der vorherige Bundestagspräsident Wolfgang Schäuble.
Nachdem Roth Staatsministerin für Kultur und Medien wurde und ihr Amt im Präsidium nierderlegte, wählte der Bundestag am 9. Dezember 2021 in seiner 6. Sitzung Katrin Göring-Eckardt zur Stellvertreterin der Präsidentin. Kaufmann scheiterte in derselben Sitzung auch im zweiten Wahlgang.
Kaufmann kam auch im dritten Wahlgang am 7. April 2022 nicht auf die erforderliche Mehrheit an Stimmen.
Als weitere Kandidaten der AfD scheiterten in der Folge auch Malte Kaufmann (in zwei Wahlgängen), Peter Boehringer, Stephan Protschka, Sebastian Münzenmaier, Gerold Otten, Stephan Brandner, Kay-Uwe Ziegler, Tobias Matthias Peterka, Edgar Naujok, Mariana Harder-Kühnel, Jörg Schneider, Hannes Gnauck, Martin Renner, Jürgen Braun, Mike Moncsek, Marc Bernhard, Jan Nolte, Gereon Bollmann, Jörn König, Rainer Kraft, Wolfgang Wiehle, Karsten Hilse, Norbert Kleinwächter, Stefan Keuter, Dirk Brandes und Thomas Dietz, da sie nicht die erforderliche Mehrheit erhielten.

### Seit 2025: 21. Deutscher Bundestag
Ins Präsidium des 21. Deutschen Bundestages wählte der 21. Deutsche Bundestag am 25. März 2025 Julia Klöckner (CDU) zur Präsidentin sowie Andrea Lindholz (CSU), Josephine Ortleb (SPD), Omid Nouripour (Bündnis 90/Die Grünen) und Bodo Ramelow (Die Linke) zu Stellvertretern. Alterspräsident war Gregor Gysi (Die Linke). Der fünfte Stellvertreterposten blieb unbesetzt, da der AfD-Abgeordnete Gerold Otten in drei Wahlgängen nicht die erforderliche Mehrheit erhielt.

### Liste der Präsidenten
|    | Präsident (Lebensdaten)                                                          | Präsident (Lebensdaten)        | Fraktion (Partei) | Beginn der Amtszeit | Ende der Amtszeit    | Länge der Amtszeit   | Wahlkreis                                                     | Ergebnis der Wahl                                                                        | Prozent        |
| -- | -------------------------------------------------------------------------------- | ------------------------------ | ----------------- | ------------------- | -------------------- | -------------------- | ------------------------------------------------------------- | ---------------------------------------------------------------------------------------- | -------------- |
| 01 |                                                                                  | Erich Köhler (1892–1958)       | CDU/CSU (CDU)     | 7. September 1949   | 18. Oktober 1950     | 1 Jahr und 41 Tage   | über die Landesliste Hessen                                   | 346 der 402 abgegebenen Stimmen                                                          | 86,07 %        |
| 02 |                                                                                  | Hermann Ehlers (1904–1954)     | CDU/CSU (CDU)     | 19. Oktober 1950    | 29. Oktober 1954 (†) | 4 Jahre und 10 Tage  | über die Landesliste Nordrhein-Westfalen                      | 201 von 325 abgegebenen Stimmen                                                          | 61,84 % (1950) |
| 02 | Delmenhorst-Wesermarsch                                                          | Hermann Ehlers (1904–1954)     | CDU/CSU (CDU)     | 19. Oktober 1950    | 29. Oktober 1954 (†) | 4 Jahre und 10 Tage  | 466 der 500 abgegebenen Stimmen                               | 93,2 % (1953)                                                                            |                |
| 03 |                                                                                  | Eugen Gerstenmaier (1906–1986) | CDU/CSU (CDU)     | 16. November 1954   | 31. Januar 1969      | 14 Jahre und 76 Tage | Backnang                                                      | 204 der 409 abgegebenen Stimmen, 190 Gegenstimmen, 15 Enthaltungen                       | 49,88 % (1954) |
| 03 | 437 der 494 abgegebenen Stimmen                                                  | Eugen Gerstenmaier (1906–1986) | CDU/CSU (CDU)     | 16. November 1954   | 31. Januar 1969      | 14 Jahre und 76 Tage | Backnang                                                      | 88,46 % (1957)                                                                           |                |
| 03 | 463 der 504 abgegebenen Stimmen                                                  | Eugen Gerstenmaier (1906–1986) | CDU/CSU (CDU)     | 16. November 1954   | 31. Januar 1969      | 14 Jahre und 76 Tage | Backnang                                                      | 91,87 (1961)                                                                             |                |
| 03 | Schwäbisch Gmünd – Backnang                                                      | Eugen Gerstenmaier (1906–1986) | CDU/CSU (CDU)     | 16. November 1954   | 31. Januar 1969      | 14 Jahre und 76 Tage | 384 der 507 abgegebenen Stimmen                               | 75,73 % (1965)                                                                           |                |
| 04 |                                                                                  | Kai-Uwe von Hassel (1913–1997) | CDU/CSU (CDU)     | 5. Februar 1969     | 13. Dezember 1972    | 3 Jahre und 312 Tage | Steinburg – Dithmarschen-Süd                                  | 262 von 457 abgegebenen Stimmen, 123 Gegenstimmen, 29 Enthaltungen, 43 ungültige Stimmen | 57,3 % (1969)  |
| 04 | Steinburg – Süderdithmarschen                                                    | Kai-Uwe von Hassel (1913–1997) | CDU/CSU (CDU)     | 5. Februar 1969     | 13. Dezember 1972    | 3 Jahre und 312 Tage | 411 der 517 abgegebenen Stimmen                               | 79,50 % (1969)                                                                           |                |
| 05 |                                                                                  | Annemarie Renger (1919–2008)   | SPD               | 13. Dezember 1972   | 14. Dezember 1976    | 4 Jahre und 1 Tag    | über die Landesliste Nordrhein-Westfalen                      | 438 der 516 abgegebenen Stimmen                                                          | 84,88 %        |
| 06 |                                                                                  | Karl Carstens (1914–1992)      | CDU/CSU (CDU)     | 14. Dezember 1976   | 31. Mai 1979         | 2 Jahre und 168 Tage | über die Landesliste Schleswig-Holstein                       | 346 der 516 abgegebenen Stimmen                                                          | 67,05 %        |
| 07 |                                                                                  | Richard Stücklen (1916–2002)   | CDU/CSU (CSU)     | 31. Mai 1979        | 29. März 1983        | 3 Jahre und 302 Tage | Roth                                                          | 410 von 469 abgegebenen Stimmen                                                          | 87,42 % (1979) |
| 07 | 463 der 515 abgegebenen Stimmen                                                  | Richard Stücklen (1916–2002)   | CDU/CSU (CSU)     | 31. Mai 1979        | 29. März 1983        | 3 Jahre und 302 Tage | Roth                                                          | 89,90 % (1980)                                                                           |                |
| 08 |                                                                                  | Rainer Barzel (1924–2006)      | CDU/CSU (CDU)     | 29. März 1983       | 25. Oktober 1984     | 1 Jahr und 210 Tage  | über die Landesliste Nordrhein-Westfalen                      | 407 der 509 abgegebenen Stimmen                                                          | 79,96 %        |
| 09 |                                                                                  | Philipp Jenninger (1932–2018)  | CDU/CSU (CDU)     | 5. November 1984    | 11. November 1988    | 4 Jahre und 6 Tage   | Schwäbisch Hall                                               | 340 von 471 Stimmen                                                                      | 72,19 % (1984) |
| 09 | 393 der 514 abgegebenen Stimmen                                                  | Philipp Jenninger (1932–2018)  | CDU/CSU (CDU)     | 5. November 1984    | 11. November 1988    | 4 Jahre und 6 Tage   | Schwäbisch Hall                                               | 76,46 % (1988)                                                                           |                |
| 10 |                                                                                  | Rita Süssmuth (* 1937)         | CDU/CSU (CDU)     | 25. November 1988   | 26. Oktober 1998     | 9 Jahre und 335 Tage | Göttingen                                                     | 380 von 475 Stimmen                                                                      | 80 % (1988)    |
| 10 | 525 von 650 Stimmen; 81 Gegenstimmen; 44 Enthaltungen (1990)                     | Rita Süssmuth (* 1937)         | CDU/CSU (CDU)     | 25. November 1988   | 26. Oktober 1998     | 9 Jahre und 335 Tage | Göttingen                                                     | 80,8 % (1990)                                                                            |                |
| 10 | 555 von 669 Stimmen; 81 Gegenstimmen, 32 Enthaltungen, 1 ungültige Stimme (1994) | Rita Süssmuth (* 1937)         | CDU/CSU (CDU)     | 25. November 1988   | 26. Oktober 1998     | 9 Jahre und 335 Tage | Göttingen                                                     | 83,0 % (1994)                                                                            |                |
| 11 |                                                                                  | Wolfgang Thierse (* 1943)      | SPD               | 26. Oktober 1998    | 18. Oktober 2005     | 6 Jahre und 357 Tage | über die Landesliste Berlin                                   | 512 von 666 Stimmen; 109 Gegenstimmen; 45 Enthaltungen (1998)                            | 76,9 % (1998)  |
| 11 | Berlin-Pankow                                                                    | Wolfgang Thierse (* 1943)      | SPD               | 26. Oktober 1998    | 18. Oktober 2005     | 6 Jahre und 357 Tage | 357 von 596 Stimmen, 219 Gegenstimmen, 20 Enthaltungen (2002) | 59,9 % (2002)                                                                            |                |
| 12 |                                                                                  | Norbert Lammert (* 1948)       | CDU/CSU (CDU)     | 18. Oktober 2005    | 24. Oktober 2017     | 12 Jahre und 6 Tage  | über die Landesliste Nordrhein-Westfalen                      | 564 von 607 Stimmen, 25 Gegenstimmen, 17 Enthaltungen, 1 ungültige Stimme (2005)         | 92,9 % (2005)  |
| 12 | 522 von 617 Stimmen, 66 Gegenstimmen, 29 Enthaltungen (2009)                     | Norbert Lammert (* 1948)       | CDU/CSU (CDU)     | 18. Oktober 2005    | 24. Oktober 2017     | 12 Jahre und 6 Tage  | über die Landesliste Nordrhein-Westfalen                      | 84,6 % (2009)                                                                            |                |
| 12 | 591 von 625 Stimmen, 26 Gegenstimmen, 8 Enthaltungen (2013)                      | Norbert Lammert (* 1948)       | CDU/CSU (CDU)     | 18. Oktober 2005    | 24. Oktober 2017     | 12 Jahre und 6 Tage  | über die Landesliste Nordrhein-Westfalen                      | 94,6 % (2013)                                                                            |                |
| 13 |                                                                                  | Wolfgang Schäuble (1942–2023)  | CDU/CSU (CDU)     | 24. Oktober 2017    | 26. Oktober 2021     | 4 Jahre und 2 Tage   | Offenburg                                                     | 501 von 705 Stimmen; 173 Gegenstimmen, 30 Enthaltungen, 1 ungültige Stimme               | 71,1 %         |
| 14 |                                                                                  | Bärbel Bas (* 1968)            | SPD               | 26. Oktober 2021    | 25. März 2025        | 3 Jahre und 150 Tage | Duisburg I                                                    | 576 von 724 Stimmen; 90 Gegenstimmen, 58 Enthaltungen                                    | 79,6 %         |
| 15 |                                                                                  | Julia Klöckner (* 1972)        | CDU/CSU (CDU)     | 25. März 2025       | amtierend            | 116 Tage             | Kreuznach                                                     | 382 von 630 Stimmen; 204 Gegenstimmen, 31 Enthaltungen                                   | 60,6 %         |

### Liste der Mitglieder des Präsidiums (Präsident und Stellvertreter)
Der Bundestagspräsident und seine Stellvertreter bilden das Bundestagspräsidium. Die folgende Übersicht der Präsidenten und Vizepräsidenten ist nach Wahlperioden und Fraktionszugehörigkeit geordnet. Die Zahl der Spalten entspricht nicht der Zahl der Vizepräsidenten die von zwei auf bis zu sechs vergrößert wurde; da durch CDU und CSU trotz gemeinsamer Unions-Fraktion ab 1953 zwei Posten im Präsidium besetzt wurden, wurden ab 1961 auch zwei Vizepräsidenten-Posten an die SPD vergeben. Die Entwicklung ist auch unter Parlamentspräsident erläutert.
| Wahlperiode                          | Präsident                                    | Stellvertretende Mitglieder des Präsidiums des Deutschen Bundestages aus der Fraktion                           | Stellvertretende Mitglieder des Präsidiums des Deutschen Bundestages aus der Fraktion                                                             | Stellvertretende Mitglieder des Präsidiums des Deutschen Bundestages aus der Fraktion                                              | Stellvertretende Mitglieder des Präsidiums des Deutschen Bundestages aus der Fraktion | Stellvertretende Mitglieder des Präsidiums des Deutschen Bundestages aus der Fraktion | Stellvertretende Mitglieder des Präsidiums des Deutschen Bundestages aus der Fraktion | Stellvertretende Mitglieder des Präsidiums des Deutschen Bundestages aus der Fraktion                           |
| Wahlperiode                          | Präsident                                    | CDU/CSU (im Bundestag seit 1949)                                                                                | SPD (im Bundestag seit 1949) | FDP (im Bundestag 1949–2013, 2017–2025)                                                                                            | Bündnis 90/Die Grünen (im Bundestag seit 1983)                                        | PDS / Die Linke (im Bundestag seit 1990) 1                                            | AfD (im Bundestag seit 2017)                                                          | andere Fraktionen (im Bundestag 1956–1960)                                                                      |
| ------------------------------------ | -------------------------------------------- | --- | --- | --- | ------------------------------------------------------------------------------------- | ------------------------------------------------------------------------------------- | ------------------------------------------------------------------------------------- | --- |
| 1. Periode (1949–1953)               | Erich Köhler (CDU) (1949–1950)               | – | Carlo Schmid (1949–1966) Erwin Schoettle (1965–1969) Karl Mommer (1966–1969)                                                                      | Hermann Schäfer | –                                                                                     | –                                                                                     | –                                                                                     | – |
| 1. Periode (1949–1953)               | Hermann Ehlers (CDU) (1950–1954)             | Richard Jaeger (CSU) (1953–1965, 1967–1976) Maria Probst (CSU) (1965–1967) Kai-Uwe von Hassel (CDU) (1972–1976) | Carlo Schmid (1949–1966) Erwin Schoettle (1965–1969) Karl Mommer (1966–1969)                                                                      | Ludwig Schneider (1953–1956) 2 Max Becker (1956–1960) 2 Max Becker (1957–1960) Thomas Dehler (1960–1967) Walter Scheel (1967–1969) | –                                                                                     | –                                                                                     | –                                                                                     | – |
| 2. Periode (1953–1957)               | Hermann Ehlers (CDU) (1950–1954)             | Richard Jaeger (CSU) (1953–1965, 1967–1976) Maria Probst (CSU) (1965–1967) Kai-Uwe von Hassel (CDU) (1972–1976) | Carlo Schmid (1949–1966) Erwin Schoettle (1965–1969) Karl Mommer (1966–1969)                                                                      | Ludwig Schneider (1953–1956) 2 Max Becker (1956–1960) 2 Max Becker (1957–1960) Thomas Dehler (1960–1967) Walter Scheel (1967–1969) | –                                                                                     | –                                                                                     | –                                                                                     | FVP/DP Ludwig Schneider (1956–1957) 2                                                                           |
| 2. Periode (1953–1957)               | Eugen Gerstenmaier (CDU) (1954–1969)         | Richard Jaeger (CSU) (1953–1965, 1967–1976) Maria Probst (CSU) (1965–1967) Kai-Uwe von Hassel (CDU) (1972–1976) | Carlo Schmid (1949–1966) Erwin Schoettle (1965–1969) Karl Mommer (1966–1969)                                                                      | Ludwig Schneider (1953–1956) 2 Max Becker (1956–1960) 2 Max Becker (1957–1960) Thomas Dehler (1960–1967) Walter Scheel (1967–1969) | –                                                                                     | –                                                                                     | –                                                                                     | FVP/DP Ludwig Schneider (1956–1957) 2                                                                           |
| 3. Periode (1957–1961)               | DP/CDU Victor-Emanuel Preusker (1958–1960) 3 | Richard Jaeger (CSU) (1953–1965, 1967–1976) Maria Probst (CSU) (1965–1967) Kai-Uwe von Hassel (CDU) (1972–1976) | Carlo Schmid (1949–1966) Erwin Schoettle (1965–1969) Karl Mommer (1966–1969)                                                                      | Ludwig Schneider (1953–1956) 2 Max Becker (1956–1960) 2 Max Becker (1957–1960) Thomas Dehler (1960–1967) Walter Scheel (1967–1969) | –                                                                                     | –                                                                                     | –                                                                                     | |
| 4. Periode (1961–1965)               | –                                            | Richard Jaeger (CSU) (1953–1965, 1967–1976) Maria Probst (CSU) (1965–1967) Kai-Uwe von Hassel (CDU) (1972–1976) | Carlo Schmid (1949–1966) Erwin Schoettle (1965–1969) Karl Mommer (1966–1969)                                                                      | Ludwig Schneider (1953–1956) 2 Max Becker (1956–1960) 2 Max Becker (1957–1960) Thomas Dehler (1960–1967) Walter Scheel (1967–1969) | –                                                                                     | –                                                                                     | –                                                                                     | |
| 5. Periode (1965–1969)               | –                                            | Richard Jaeger (CSU) (1953–1965, 1967–1976) Maria Probst (CSU) (1965–1967) Kai-Uwe von Hassel (CDU) (1972–1976) | Carlo Schmid (1949–1966) Erwin Schoettle (1965–1969) Karl Mommer (1966–1969)                                                                      | Ludwig Schneider (1953–1956) 2 Max Becker (1956–1960) 2 Max Becker (1957–1960) Thomas Dehler (1960–1967) Walter Scheel (1967–1969) | –                                                                                     | –                                                                                     | –                                                                                     | |
| Kai-Uwe von Hassel (CDU) (1969–1972) | –                                            | Richard Jaeger (CSU) (1953–1965, 1967–1976) Maria Probst (CSU) (1965–1967) Kai-Uwe von Hassel (CDU) (1972–1976) | Carlo Schmid (1949–1966) Erwin Schoettle (1965–1969) Karl Mommer (1966–1969)                                                                      | Ludwig Schneider (1953–1956) 2 Max Becker (1956–1960) 2 Max Becker (1957–1960) Thomas Dehler (1960–1967) Walter Scheel (1967–1969) | –                                                                                     | –                                                                                     | –                                                                                     | |
| 6. Periode (1969–1972)               | –                                            | Richard Jaeger (CSU) (1953–1965, 1967–1976) Maria Probst (CSU) (1965–1967) Kai-Uwe von Hassel (CDU) (1972–1976) | Carlo Schmid (1969–1976) Hermann Schmitt-Vockenhausen (1969–1979) Annemarie Renger (1976–1990) Georg Leber (1979–1983) Heinz Westphal (1983–1990) | Liselotte Funcke (1969–1979) Richard Wurbs (1979–1984) Dieter-Julius Cronenberg (1984–1994)                                        | –                                                                                     | –                                                                                     | –                                                                                     | |
| 7. Periode (1972–1976)               | –                                            | Richard Jaeger (CSU) (1953–1965, 1967–1976) Maria Probst (CSU) (1965–1967) Kai-Uwe von Hassel (CDU) (1972–1976) | Carlo Schmid (1969–1976) Hermann Schmitt-Vockenhausen (1969–1979) Annemarie Renger (1976–1990) Georg Leber (1979–1983) Heinz Westphal (1983–1990) | Liselotte Funcke (1969–1979) Richard Wurbs (1979–1984) Dieter-Julius Cronenberg (1984–1994)                                        | –                                                                                     | –                                                                                     | –                                                                                     | Annemarie Renger (SPD)                                                                                          |
| 8. Periode (1976–1980)               | –                                            | Karl Carstens (CDU) (1976–1979)                                                                                 | Carlo Schmid (1969–1976) Hermann Schmitt-Vockenhausen (1969–1979) Annemarie Renger (1976–1990) Georg Leber (1979–1983) Heinz Westphal (1983–1990) | Liselotte Funcke (1969–1979) Richard Wurbs (1979–1984) Dieter-Julius Cronenberg (1984–1994)                                        | –                                                                                     | –                                                                                     | –                                                                                     | Richard Stücklen (CSU) (1976–1979) Richard von Weizsäcker (CDU) (1979–1981) Heinrich Windelen (CDU) (1981–1983) |
| 8. Periode (1976–1980)               | –                                            | Richard Stücklen (CSU) (1979–1983)                                                                              | Carlo Schmid (1969–1976) Hermann Schmitt-Vockenhausen (1969–1979) Annemarie Renger (1976–1990) Georg Leber (1979–1983) Heinz Westphal (1983–1990) | Liselotte Funcke (1969–1979) Richard Wurbs (1979–1984) Dieter-Julius Cronenberg (1984–1994)                                        | –                                                                                     | –                                                                                     | –                                                                                     | Richard Stücklen (CSU) (1976–1979) Richard von Weizsäcker (CDU) (1979–1981) Heinrich Windelen (CDU) (1981–1983) |
| 9. Periode (1980–1983)               | –                                            | | Carlo Schmid (1969–1976) Hermann Schmitt-Vockenhausen (1969–1979) Annemarie Renger (1976–1990) Georg Leber (1979–1983) Heinz Westphal (1983–1990) | Liselotte Funcke (1969–1979) Richard Wurbs (1979–1984) Dieter-Julius Cronenberg (1984–1994)                                        | –                                                                                     | –                                                                                     | –                                                                                     | Richard Stücklen (CSU) (1976–1979) Richard von Weizsäcker (CDU) (1979–1981) Heinrich Windelen (CDU) (1981–1983) |
| 10. Periode (1983–1987)              | –                                            | Rainer Barzel (CDU) (1983–1984)                                                                                 | Carlo Schmid (1969–1976) Hermann Schmitt-Vockenhausen (1969–1979) Annemarie Renger (1976–1990) Georg Leber (1979–1983) Heinz Westphal (1983–1990) | Liselotte Funcke (1969–1979) Richard Wurbs (1979–1984) Dieter-Julius Cronenberg (1984–1994)                                        | Richard Stücklen (CSU)                                                                | –                                                                                     | –                                                                                     | keiner |
| 10. Periode (1983–1987)              | –                                            | Philipp Jenninger (CDU) (1984–1988)                                                                             | Carlo Schmid (1969–1976) Hermann Schmitt-Vockenhausen (1969–1979) Annemarie Renger (1976–1990) Georg Leber (1979–1983) Heinz Westphal (1983–1990) | Liselotte Funcke (1969–1979) Richard Wurbs (1979–1984) Dieter-Julius Cronenberg (1984–1994)                                        | Richard Stücklen (CSU)                                                                | –                                                                                     | –                                                                                     | keiner |
| 11. Periode (1987–1990)              | –                                            | | Carlo Schmid (1969–1976) Hermann Schmitt-Vockenhausen (1969–1979) Annemarie Renger (1976–1990) Georg Leber (1979–1983) Heinz Westphal (1983–1990) | Liselotte Funcke (1969–1979) Richard Wurbs (1979–1984) Dieter-Julius Cronenberg (1984–1994)                                        | Richard Stücklen (CSU)                                                                | –                                                                                     | –                                                                                     | keiner |
| Rita Süssmuth (CDU) (1988–1998)      | –                                            | | Carlo Schmid (1969–1976) Hermann Schmitt-Vockenhausen (1969–1979) Annemarie Renger (1976–1990) Georg Leber (1979–1983) Heinz Westphal (1983–1990) | Liselotte Funcke (1969–1979) Richard Wurbs (1979–1984) Dieter-Julius Cronenberg (1984–1994)                                        | Richard Stücklen (CSU)                                                                | –                                                                                     | –                                                                                     | keiner |
| 12. Periode (1990–1994)              | –                                            | Hans Klein (CSU) (1990–1996) Michaela Geiger (CSU) (1997–1998)                                                  | Helmuth Becker Renate Schmidt | Liselotte Funcke (1969–1979) Richard Wurbs (1979–1984) Dieter-Julius Cronenberg (1984–1994)                                        | keiner                                                                                |                                                                                       | –                                                                                     | keiner |
| 13. Periode (1994–1998)              | –                                            | Hans Klein (CSU) (1990–1996) Michaela Geiger (CSU) (1997–1998)                                                  | Hans-Ulrich Klose | Burkhard Hirsch | keiner                                                                                | Antje Vollmer                                                                         | –                                                                                     | |
| 14. Periode (1998–2002)              | –                                            | Wolfgang Thierse (SPD)                                                                                          | Rudolf Seiters (CDU) | Anke Fuchs | Hermann Otto Solms                                                                    | Antje Vollmer                                                                         | –                                                                                     | Petra Bläss |
| 15. Periode (2002–2005)              | –                                            | Wolfgang Thierse (SPD)                                                                                          | Norbert Lammert (CDU) | Susanne Kastner (2002–2009) Wolfgang Thierse (2005–2013)                                                                           | Hermann Otto Solms                                                                    | Antje Vollmer                                                                         | –                                                                                     | keiner |
| 16. Periode (2005–2009)              | –                                            | Norbert Lammert (CDU)                                                                                           | Gerda Hasselfeldt (CSU) (2005–2011) Eduard Oswald (CSU) (2011–2013)                                                                               | Susanne Kastner (2002–2009) Wolfgang Thierse (2005–2013)                                                                           | Hermann Otto Solms                                                                    | Katrin Göring-Eckardt                                                                 | –                                                                                     | Petra Pau (2006–2025) 4 9                                                                                       |
| 17. Periode (2009–2013)              | –                                            | Norbert Lammert (CDU)                                                                                           | Gerda Hasselfeldt (CSU) (2005–2011) Eduard Oswald (CSU) (2011–2013)                                                                               | Susanne Kastner (2002–2009) Wolfgang Thierse (2005–2013)                                                                           | Hermann Otto Solms                                                                    | Katrin Göring-Eckardt                                                                 | –                                                                                     | Petra Pau (2006–2025) 4 9                                                                                       |
| 18. Periode (2013–2017)              | –                                            | Norbert Lammert (CDU)                                                                                           | Peter Hintze (CDU) (2013–2016) 5 Michaela Noll (CDU) (2017) 5 Johannes Singhammer (CSU)                                                           | Edelgard Bulmahn Ulla Schmidt | –                                                                                     | Claudia Roth (2013–2021) 8 Katrin Göring-Eckardt (2021–2025) 8                        | –                                                                                     | Petra Pau (2006–2025) 4 9                                                                                       |
| 19. Periode (2017–2021)              | –                                            | Wolfgang Schäuble (CDU)                                                                                         | Hans-Peter Friedrich (CSU) | Thomas Oppermann (2017–2020) 7 Dagmar Ziegler (2020–2021) 7                                                                        | Wolfgang Kubicki                                                                      | Claudia Roth (2013–2021) 8 Katrin Göring-Eckardt (2021–2025) 8                        | keiner 6                                                                              | Petra Pau (2006–2025) 4 9                                                                                       |
| 20. Periode (2021–2025)              | –                                            | Bärbel Bas (SPD)                                                                                                | Yvonne Magwas (CDU) | Aydan Özoğuz | Wolfgang Kubicki                                                                      | Claudia Roth (2013–2021) 8 Katrin Göring-Eckardt (2021–2025) 8                        | keiner 6                                                                              | Petra Pau (2006–2025) 4 9                                                                                       |
| 21. Periode (seit 2025)              | –                                            | Julia Klöckner (CDU)                                                                                            | Andrea Lindholz (CSU) | Josephine Ortleb | –                                                                                     | Omid Nouripour                                                                        | keiner 6                                                                              | Bodo Ramelow |